# Proces Siniawskiego i Daniela
Proces Siniawskiego i Daniela – proces sądowy przeciwko radzieckim pisarzom Andriejowi Siniawskiemu oraz Julijowi Danielowi, który odbywał się w Moskwie w lutym 1966 roku.
Andriej Siniawski, jako Abram Terc, publikował swoje utwory na Zachodzie od 1959 roku, Julij Daniel – używający pseudonimu Nikołaj Arżak – od 1961. To ściągnęło na nich zainteresowanie KGB. Po ustaleniu tożsamości ukrywających się pod pseudonimami autorów, potajemnych przeszukaniach ich mieszkań, padła decyzja o aresztowaniu. Andrieja Siniawskiego i Julija Daniela aresztowano we wrześniu 1965 roku. Leonid Breżniew nie był przekonany o konieczności wszczęcia przeciw pisarzom procesu, naciskał na to jednak Konstantin Fiedin, ówczesny przewodniczący Związku Pisarzy ZSRR, krytykowany w jednym z esejów przez Andrieja Siniawskiego.

## Proces
Pisarzy oskarżano o pisanie pod pseudonimem i wydawanie swoich dzieł za granicą, próbę rewizji marksizmu, występowanie przeciw przewodniej roli partii w kulturze rosyjskiej, nazwanie komunizmu nową religią. Według oskarżycieli pisarze naruszyli artykuł 70 kodeksu karnego RSFSR. Oskarżycielami społecznymi w procesie było dwóch przedstawicieli Związku Pisarzy ZSRR: A. Wasiliew oraz Z. Kiedryna. Kiedryna, jeszcze przed rozpoczęciem procesu, 22 stycznia 1966 roku, w Litieraturnej Gaziecie opublikowała tekst, w którym porównała Siniawskiego i Daniela do bohatera Braci Karamazow Fiodora Dostojewskiego – Smierdiakowa, postaci wyjątkowo odrażającej. Co ciekawe, opublikowana w 1962 roku sztuka Wasiliewa Przyjęte jednogłośnie  jest plagiatem książki Andrieja Siniawskiego Sąd idzie.
Proces był pierwszym w ZSRR otwartym pociągnięciem autorów do odpowiedzialności karnej za ich dzieła. Władze traktowały sprawę Siniawskiego i Daniela jako ostrzeżenie dla środowisk artystycznych, które miały zbyt dużo swobody w efekcie chruszczowowskiej odwilży.
Oskarżenie o zasilanie propagandy antysowieckiej zagranicą jest tylko pretekstem, który nie może oprzeć się analizie: gdyby posiadało ono podstawy, komuniści zachodni, ci którzy mogli czytać potępione utwory, nie omieszkaliby napiętnować ich od dawna i nie protestowaliby przeciwko wyrokowi – pisała pomagająca pisarzom Hélène Zamoyska.
Proces był otwarty, na sali sądowej byli obecni zagraniczni korespondenci – liczono, że oskarżeni przyznają się do winy, ci jednak pozostali nieugięci. To nauczyło władze ZSRR, by nie występować z oficjalnymi oskarżeniami wobec pisarzy o ich twórczość – stosowano odtąd oskarżenia zamienne, np. Josifa Brodskiego sądzono za pasożytnictwo. Andrieja Siniawskiego skazano na 7 lat łagru o zaostrzonym rygorze, Julija Daniela na 5 lat. Stenogram z procesu obu pisarzy wydał w formie książki Instytut Literacki w Paryżu. Rosyjscy dysydenci, m.in. Aleksandr Ginzburg opracowali tzw. Białą księgę z procesu, którą rozesłano do wszystkich deputowanych Rady Najwyższej ZSRR, do KGB, wydano w samizdacie oraz na Zachodzie. Za przygotowanie tej publikacji Ginzburg został w 1967 roku skazany na 5 lat łagru.
12 września 1970 roku, po odbyciu całej kary, Julij Daniel został zwolniony. Zastosowano jednak wobec niego zakaz osiedlenia się w Moskwie. Andriej Siniawski został zwolniony przedterminowo w 1971 roku. W 1973 uzyskał zgodę na wyjazd z ZSRR – wyemigrował do Paryża.
Proces Siniawskiego i Daniela był punktem zwrotnym w historii ZSRR. Społeczeństwo coraz odważniej zaczęło wyrażać swój sprzeciw wobec działań władzy, coraz większy zasięg miały publikacje wydawane w samizdacie. Dzięki kontaktom nawiązanym z obecnymi w Moskwie podczas procesu zachodnimi dziennikarzami, łatwiej było twórcom rosyjskim przekazywać swoje utwory za granicę. Wydane po rosyjsku na Zachodzie, wracały przemycane do ZSRR, jako tzw. tamizdat.

## Protesty
Proces wzbudził ogromne protesty w kraju oraz na Zachodzie.
Już po aresztowaniu pisarzy, 62 intelektualistów wystosowało do prezydium KPZR list, zwany Listem 62, protestujący przeciwko ich zatrzymaniu. W liście wzywano do zwolnienia pisarzy za kaucją. Wśród sygnatariuszy tego apelu był m.in. Włodzimierz Wojnowicz, Korniej Czukowski, Ilja Erenburg, Wiktor Szkłowski, Bułat Okudżawa i Arseniusz Tarkowski.
Petycje o uwolnienie Siniawskiego i Daniela wystosowali m.in. PEN Club oraz indywidualni twórcy: W.H. Auden, Hannah Arendt, William Styron, Heinrich Böll, Günter Grass, Philip Roth. Swoje obawy o los pisarzy wyrazili w L’Humanité Louis Aragon oraz Jean-Paul Sartre. Proces potępili także komuniści ze Skandynawii, Wielkiej Brytanii, Włoch, Francji i Stanów Zjednoczonych.
Podczas XXIII zjazdu KPZR w 1966 Michaił Szołochow wygłosił przemówienie, w którym wyraził żal, że pisarze uniknęli kary śmierci. W odpowiedzi na to wystąpienie Lidia Czukowska wystosowała do Szołochowa list otwarty, domagając się uwolnienia skazanych pisarzy: Historia nie zapomni pańskiego haniebnego przemówienia – napisała – historia sama się na panu zemści i… skaże na najwyższy wymiar kary – twórczą bezpłodność.